# Sacra conversación Del Pugliese

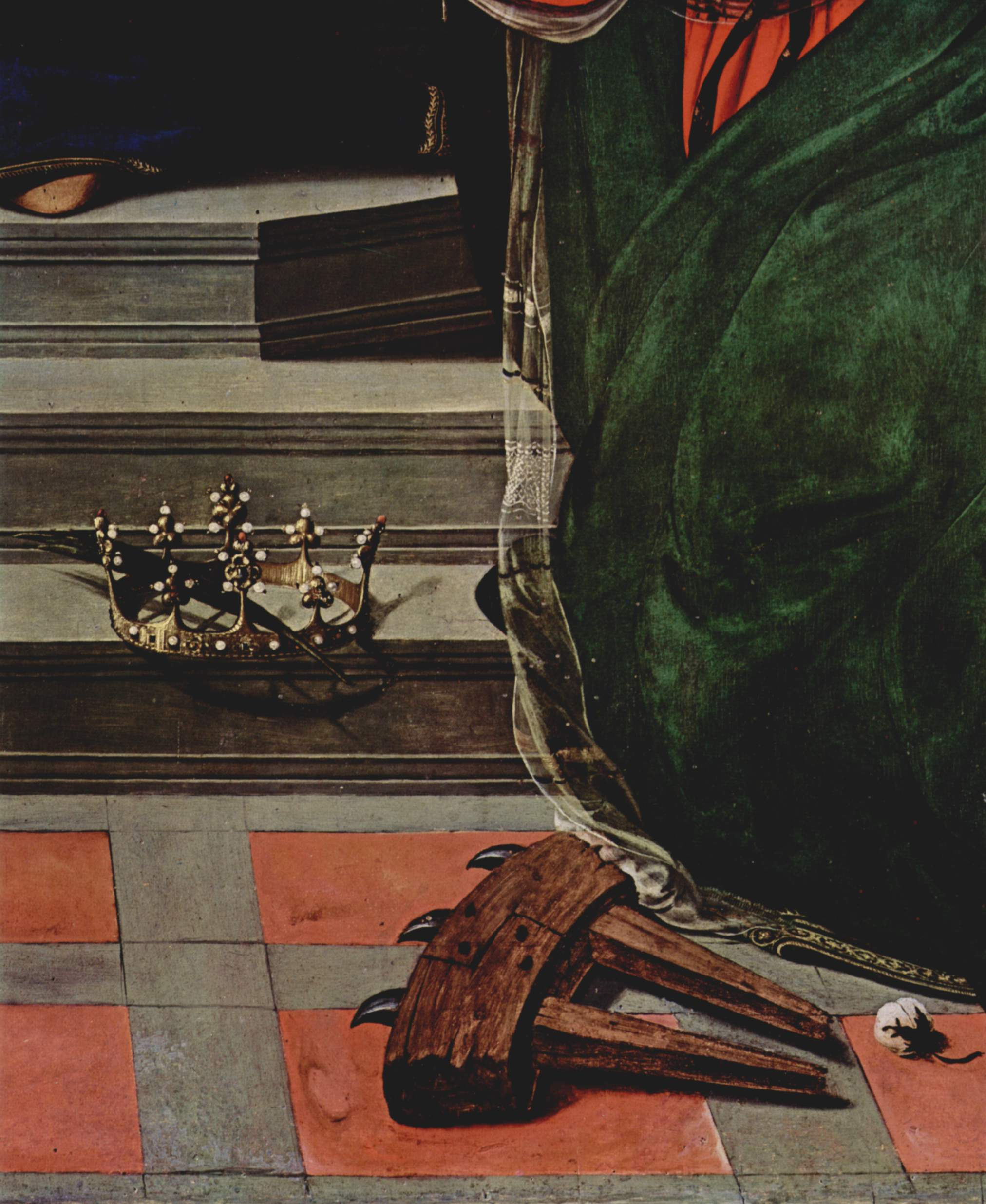
Detalle.

La Sacra conversación Del Pugliese es un óleo sobre tabla de 203 x 197 cm de Piero di Cosimo, de hacia 1493 y conservado en la Galería del Ospedale degli Innocenti de Florencia.

## Historia
La obra fue vista por Vasari en la capilla Del Pugliese de la iglesia de Santa Maria degli Innocenti de Florencia, por lo que es extremadamente probable que hubiera sido comisionada por Piero Del Pugliese, frecuente cliente de Piero di Cosimo y de otros artistas de la época.
La cronología es incierta. Tradicionalmente era referida a 1493, pero Freedberg la trasladó a los primeros años del siglo XVI, cercana a obras como La Encarnación de Cristo de los Uffizi, que muestra una influencia de Lorenzo di Credi; pero después de todo también la datación de la tabla de los Uffizi, que tradicionalmente se fechaba tardíamente, en 1505-1506, posteriores estudios tienden a anticiparla a los años 1490.

## Descripción y estilo
La obra es una sacra conversación de estilo tradicional, con la Virgen con el Niño en el centro sentada sobre un rico trono marmóreo decorado y a los lados una serie de ángeles y santos, dispuestos de manera piramidal. Si bien más recargada, la obra remite al ejemplo de Domenico Ghirlandaio, con un riguroso uso de la perspectiva (bien visible en el pavimento en damero), una atención "flamenca" al detalle (como las calidades de telas y objetos, los nimbos traslúcidos o las rosas marianas caídas) y en el agradable paisaje de fondo, que se dispone con dos colinas a los lados y una apertura lacustre en el centro.
Los santos representados son, desde la izquierda, Pedro con las grandes llaves del Cielo en mano, Rosa de Viterbo arrodillada ofreciendo rosas al Niño, que coge una mientras mira a Catalina de Alejandría también arrodillada junto a un trozo de la rueda y con su corona de princesa en el escalón del trono y san Juan Evangelista anciano. Detrás un grupo de jóvenes ángeles con las manos unidas en oración, serafines a la izquierda, alguno con corona floral azul, y querubines a la derecha, con corona floral roja. Todos los rostros están cargados de una intensidad emocional febril, típica de finales del siglo XV en artistas como Filippino Lippi.
La fantasía de Piero di Cosimo, uno de los elementos más apreciados de su arte, se manifiesta en la ornamentada decoración del trono. En este se ve un pequeño dosel sobre la cabeza de María y el respaldo en arco terminado en volutas, pero sorprende sobre todo la cabeza de querubín niño esculpida sobre su centro de la que pende la tela cuyas otras dos puntas sostienen angelitos de carne y hueso a los lados, apoyando el pie en la voluta y con la otra mano agarrando los candeleros ricamente labrados y encendidos sobre los reposabrazos.